# AC Bavaria Goldbach
Der Athletik-Club Bavaria Goldbach ist ein deutscher Traditions-Ringerverein aus dem unterfränkischen Goldbach und errang achtmal die deutsche Mannschaftsmeisterschaft.
Gegründet wurde der AC Bavaria am 25. Mai 1902 im Gasthaus „Zum Goldenen Rad“. Als erster Vorsitzender wurde Nikolaus Bieber gewählt. Im Januar 1905 folgte der Anschluss an den Süddeutschen Athletenverband. 
Nach dem Ersten Weltkrieg erfolgte die Wiederbelebung der AC Bavaria Goldbach. 1920 wurde das Gasthaus „Zum Engländer“ neues Vereinslokal. Am 15. April 1921 wurde der erste Mannschaftskampf gegen die Mannschaft aus Kahl (3:2 für Goldbach) ausgetragen. 
Am 1. Januar 1931 trat der Verein in den Deutschen Athletik-Sportverband über. 
Die Mannschaft gehörte zu den besten in der Region und ihre Ringer nahmen oft erfolgreich an Hessischen Meisterschaften teil.
1968 stieg der AC Bavaria in die Oberliga auf. Es folgte der Aufstieg in die Regionalliga Mitte und 1975 der Aufstieg in die damals höchste deutsche Kampfklasse, die Bundesliga. In den 1990er Jahren dominierte Goldbach, unter anderem besetzt mit Maik Bullmann und Rıfat Yıldız, die Bundesliga. Nach dieser erfolgreichen Zeit trat Goldbach nach der Jahrtausendwende mehrere Jahre in der zweiten Liga. 2008 erfolgte ein Rückzug in die viertklassige Hessenliga. Seit dem sofortigen Aufstieg aus dieser Liga tritt der AC Bavaria seit 2009 in der Oberliga Hessen an.

## Erfolge
Mannschaft:
- Deutscher Meister: 1987, 1989, 1991, 1992, 1993, 1994, 1995 und 1996
- Deutscher Vizemeister: 1988, 1990, 1997 und 1998

| 2001/02 | 2. Bundesliga West   | 4. Platz (von 9)  |                    |
| 2002/03 | 2. Bundesliga West   | 2. Platz (von 9)  |                    |
| 2003/04 | ?                    | ?                 |                    |
| 2004/05 | Oberliga Hessen      |                   |                    |
| 2005/06 | 2. Bundesliga West   | 5. Platz (von 10) |                    |
| 2006/07 | 2. Bundesliga Südost | 7. Platz (von 7)  |                    |
| 2007/08 | 2. Bundesliga Mitte  | 5. Platz (von 10) | Mannschaftsrückzug |
| 2008/09 | Hessenliga           | 2. Platz (von 8)  |                    |
| 2009/10 | Oberliga Hessen      | 7. Platz (von 9)  |                    |
| 2010/11 | Oberliga Hessen      | 4. Platz (von 10) |                    |
| 2011/12 | Oberliga Hessen      | 2. Platz (von 10) |                    |
| 2012/13 | Oberliga Hessen      | 7. Platz (von 10) |                    |
| 2013/14 | Oberliga Hessen      | 5. Platz (von 10) |                    |
| 2014/15 | Oberliga Hessen      | 8. Platz (von 10) |                    |
| 2015/16 | Oberliga Hessen      | 7. Platz (von 10) |                    |
| 2016/17 | Oberliga Hessen      | 8. Platz (von 9)  |                    |